# Escut d'Aspa

Representació de l'escut heràldic municipal d'Aspa segons el seu blasonament oficial

L'escut oficial d'Aspa té el següent blasonament:
Escut caironat: de porpra, una flor de lis d'argent. Per timbre, una corona mural de poble.

## Història
Va ser aprovat el 20 de març de 2013 i publicat al DOGC el 8 d'abril del mateix any amb el número 6350.
La flor de lis és el senyal tradicional del municipi des de mitjan segle xix. L'Ajuntament va demanar que s'inclogués a l'escut en contraposició a la proposta inicial de la Direcció General de les Administracions Locals, on figurava una aspa o sautor.